# آرمان (فیلم ۱۹۵۳)
آرمان (به هندی: Armaan) یا خواسته (به انگلیسی: Desire) فیلمی هندی محصول سال ۱۹۵۳ و به کارگردانی فالی میستری است. در این فیلم بازیگرانی همچون دو آناند، مدهوبالا، شکیلا و کی.ان. سینگ ایفای نقش کرده‌اند.